# Штаб національного спротиву
Штаб національного спротиву (ШНС) — координаційний центр Євромайдану, що був створений членами опозиції в Києві 1 грудня 2013 року. Про формування штабу оголосили 30 листопада лідери трьох опозиційних партій: Віталій Кличко, Олег Тягнибок і Арсеній Яценюк. Штаб розташовувався у Будинку профспілок України (перший поверх, частина другого та п'ятого поверхів).

## Причина створення
Приводом для створення штабу стали події ночі 30 листопада, які були кваліфіковані як «кривавий розгін мирної демонстрації». Головними вимогами штабу стала відставка Кабміну, а також проведення позачергових виборів президента й уряду. Для реалізації цих цілей проголошений був заклик до загальнонаціонального страйку. Резиденцією штабу стала захоплена мітингувальниками мерія Києва. Згодом, за заявою Тягнибока, штаб повинен переміститися в будинок Адміністрації Президента. 8 грудня штаб поширив заяву, що готовий взяти на себе всю повноту влади в Україні у випадку, якщо президент введе в країні режим надзвичайного стану.

## Структура штабу
- Керівний склад ШНС (не повний)[1][5]:
  - начальник ШНС — Олександр Турчинов[недоступне посилання з серпня 2019][6].
  - Віталій Кличко
  - Олег Тягнибок
  - Арсеній Яценюк
  - Андрій Іванчук
- Заступники керівників ШНС:
  - заступник керівника ШНС — народний депутат Сергій Пашинський[7].
- Координаційний центр ШНС (бл. 30 осіб):
  - співголова Координаційного центру — народний депутат України від ВО «Свобода» Олег Панькевич.
- Штат постійних волонтерів (близько 80 осіб).
- Комендатура ШНС:
  - комендант «опорних пунктів Майдану» — народний депутат Степан Кубів («Батьківщина»).
  - комендант наметового містечка — народний депутат Андрій Парубій («Батьківщина»)
  - комендант сцени Майдану - Ігор Жданов.
  - комендант — народний депутат Андрій Сенченко («Батьківщина»)
  - комендант КМДА — народний депутат Едуард Леонов («Свобода»)
  - комендант Київської міської ради — Сергій Рудик[8]
  - комендант — народний депутат Ярослав Гінка («УДАР»)
  - комендант ШНС — народний депутат України, уповноважений ВО «Свобода» в Донецькій області Михайло Блавацький[8].
  - керівник комендатури загону самооборони Майдану — Андрій Левус.
  - заступник коменданта Майдану — журналіст Ігор Луценко[6].
- Комендантура міста Києва:
  - комендант міста Києва — народний депутат Микола Катеринчук.
- Юридична служба (На базі юридичних служб ВО «Батьківщина», партії «УДАР» та Всеукраїнського об'єднання «Свобода» із залученням активних правників[9]):
  - Керівник юридичної служби Штабу національного спротиву — народний депутат Павло Петренко.
- Зовнішньополітичний центр ШНС:
  - Керівник зовнішньополітичного центру ШНС — Борис Тарасюк.
  - Координаційний центр роботи з українцями за кордоном при ШНС.
- Правий сектор з активістів націоналістичних та патріотичних організацій (обов'язки: постійна охорона порядку в таборі, укріплення барикад, захист штабу)[10][11]:
  - «Патріот України»
  - ВО «Тризуб» ім. С.Бандери
  - Соціал-Національна Асамблея
  - Київська організація «Білий молот»
  - УНА-УНСО
  - «Воля»
- Громадський сектор (поселення, інформування, харчування протестуючих та аккумуляція волонтерів, а також організація різних акцій):
  - Ольга Герасим'юк та Едуард Зейналов з ГО «Громадська варта»
  - Ігор Луценко, активіст
  - координатор групи «Один з дев'яти» — Андрій Кузнецов
  - Партія «Демокаратичний Альянс» (акції поза межами барикад, флеш-моби)
  - Об'єднання «Сила людей» (участь у мітингах, акціях)
  - «Автомайдан»
- Мистецький сектор
- Медична служба:
  - голова — народний депутат Святослав Ханенко (ВО «Свобода»)
  - заступник голови — Олег Мусій
- Психологічна служба[12].
  - засновник і координатор психологічної служби — Марта Пивоваренко
- Прес-центр штабу національного спротиву.
- Комітет самоврядування Києва (створено 9 грудня): складається з 17 народних депутатів-мажоритарників, із них 12 обрані в Києві, 4 депутата Київради та 10 представників громадських організацій[13].

### Пов'язані структури
- Українська Народна Партія — голова Олександр Клименко[14].
- Народний Рух України[15].
- Електронні координаційні центри:
  - «Студентська Координаційна Рада — СКР».
  - «ГТО — Координаційний центр Євромайдану»[16].
  - «ЄвроМайдан — EuroMaydan»[17]
  - «Інформаційний центр „НЕ ЗЛИй Майдан“»[18]
  - «Громадський сектор Євромайдану»[19]
  - «IT_namet_Euromaydan»[20]
  - «Бойкот Партии Регионов»[21]
  - «Євромайдан SOS»[22].

## Робота штабу
Підрозділ штабу у Київраді працює як нічліжка й медпункт для мітингувальників. Також у штабі встановлений монітор із прямим включенням з Майдана. У приміщенні функціонують секції: «Реєстрація революціонерів», «Збір засобів для революціонерів», «Мобілізація юристів на захист політв'язнів Євромайдану», проводиться роздача їжі (чай і бутерброди), приймання й видача теплих речей, запис громадян, готових надати житло.

## Регіональні відділення
Регіональні відділення штабу були створені з партійних осередків ВО «Свобода», ВО «Батьківщина», УДАРу та інших партій: в Івано-Франківську, Вінниці, Хмельницькому, Чернівцях, Житомирі, Рівне, Чернігову, Черкасах, Полтаві, Одесі.